# Mistrzostwa Świata w Piłce Nożnej 2018 (eliminacje strefy UEFA)/Grupa 5
W Grupie 5 eliminacji do MŚ 2018 udział brały następujące zespoły:
- Rumunia
- Dania
- Polska
- Czarnogóra
- Armenia
- Kazachstan

## Tabela
| Zespół     | Pkt | M  | W | R | P | Br+ | Br− | +/− |
| ---------- | --- | -- | - | - | - | --- | --- | --- |
| Polska     | 25  | 10 | 8 | 1 | 1 | 28  | 14  | +14 |
| Dania      | 20  | 10 | 6 | 2 | 2 | 20  | 8   | +12 |
| Czarnogóra | 16  | 10 | 5 | 1 | 4 | 20  | 12  | +8  |
| Rumunia    | 13  | 10 | 3 | 4 | 3 | 9   | 9   | 0   |
| Armenia    | 7   | 10 | 2 | 1 | 7 | 10  | 26  | -16 |
| Kazachstan | 3   | 10 | 0 | 3 | 7 | 5   | 23  | -18 |

| Wygrany mecz gospodarzy   |
| Remis                     |
| Przegrany mecz gospodarzy |

|            | Rumunia | Dania | Polska | Czarnogóra | Armenia | Kazachstan |
| ---------- | ------- | ----- | ------ | ---------- | ------- | ---------- |
| Rumunia    | X       | 0:0   | 0:3    | 1:1        | 1:0     | 3:1        |
| Dania      | 1:1     | X     | 4:0    | 0:1        | 1:0     | 4:1        |
| Polska     | 3:1     | 3:2   | X      | 4:2        | 2:1     | 3:0        |
| Czarnogóra | 1:0     | 0:1   | 1:2    | X          | 4:1     | 5:0        |
| Armenia    | 0:5     | 1:4   | 1:6    | 3:2        | X       | 2:0        |
| Kazachstan | 0:0     | 1:3   | 2:2    | 0:3        | 1:1     | X          |

## Wyniki
Wyniki opublikowane przez UEFA.
| 4 września 2016 18:00 CEST | Dania · Eriksen 17' | 1:0(1:0)Raport | Armenia | Parken, Kopenhaga Widzów: 21 745 Sędzia: Harald Lechner |
|                            |                     |                |         |                                                         |

| 4 września 2016 18:00 CEST | Kazachstan · Chiżniczenko 51', 58' | 2:2(0:2)Raport | Polska · 9' Kapustka · 35' (k) Lewandowski | Astana Arena, Astana Widzów: 19 905 Sędzia: Serdar Gözübüyük |
|                            |                                    |                |                                            |                                                              |

| 4 września 2016 20:45 CEST | Rumunia · Popa 85' | 1:1(0:0)Raport | Czarnogóra · 87' Jovetić | Cluj Arena, Kluż-Napoka Widzów: 25 468 Sędzia: Anthony Taylor |
|                            |                    |                |                          |                                                               |

| 8 października 2016 18:00 CEST | Armenia | 0:5(0:4)Raport | Rumunia · 4' (k) Stancu · 10' Popa · 12' Marin · 29' Stanciu · 60' Chipciu | Stadion Wazgena Sarkisjana, Erywań Widzów: 5500 Sędzia: Władisław Biezborodow |
|                                |         |                |                                                                            |                                                                               |

| 8 października 2016 18:00 CEST | Czarnogóra · Tomašević 24' · Vukčević 59' · Jovetić 64' · Beqiraj 73' · Savić 78' | 5:0(1:0)Raport | Kazachstan | Stadion Pod Goricom, Podgorica Widzów: 8517 Sędzia: Robert Schörgenhofer |
|                                |                                                                                   |                |            |                                                                          |

| 8 października 2016 20:45 CEST | Polska · Lewandowski 20', 36' (k), 48' | 3:2(2:0)Raport | Dania · 49' (sam.) Glik · 69' Y. Poulsen | Stadion Narodowy, Warszawa Widzów: 56 811 Sędzia: Gianluca Rocchi |
|                                |                                        |                |                                          |                                                                   |

| 11 października 2016 18:00 CEST | Kazachstan | 0:0(0:0)Raport | Rumunia | Astana Arena, Astana Widzów: 12 346 Sędzia: Manuel De Sousa |
|                                 |            |                |         |                                                             |

| 11 października 2016 20:45 CEST | Dania | 0:1(0:1)Raport | Czarnogóra · 32' Beqiraj | Parken, Kopenhaga Widzów: 20 852 Sędzia: Alberto Undiano Mallenco |
|                                 |       |                |                          |                                                                   |

| 11 października 2016 20:45 CEST | Polska · Mkoyan 48' (sam.) · Lewandowski 90+5' | 2:1(0:0)Raport | Armenia · 50' Pizzeli | Stadion Narodowy, Warszawa Widzów: 44 786 Sędzia: Ivan Kružliak |
|                                 |                                                |                |                       |                                                                 |

| 11 listopada 2016 18:00 CET | Armenia · A. Grigorjan 50' · Harojan 74' · Ghazarian 90+3' | 3:2(0:2)Raport | Czarnogóra · 36' Kojašević · 38' Jovetić | Stadion Wazgena Sarkisjana, Erywań Widzów: 3500 Sędzia: Pavel Královec |
|                             |                                                            |                |                                          |                                                                        |

| 11 listopada 2016 20:45 CET | Dania · Cornelius 15' · Eriksen 36' (k), 90+2' · Ankersen 78' | 4:1(2:1)Raport | Kazachstan · 17' Süjymbajew | Parken, Kopenhaga Widzów: 18 901 Sędzia: Alon Yefet |
|                             |                                                               |                |                             |                                                     |

| 11 listopada 2016 20:45 CET | Rumunia | 0:3(0:1)Raport | Polska · 11' Grosicki · 83', 90+1' (k) Lewandowski | Arena Narodowa, Bukareszt Widzów: 48 513 Sędzia: Damir Skomina |
|                             |         |                |                                                    |                                                                |

| 26 marca 2017 18:00 CEST | Armenia · Mychitarian 73' · Özbiliz 75' | 2:0(0:0)Raport | Kazachstan | Stadion Wazgena Sarkisjana, Erywań Widzów: 11 500 Sędzia: Ałeksandar Stawrew |
|                          |                                         |                |            |                                                                              |

| 26 marca 2017 20:45 CEST | Czarnogóra · Mugoša 63' | 1:2(0:1)Raport | Polska · 40' Lewandowski · 82' Piszczek | Stadion Pod Goricom, Podgorica Widzów: 10 439 Sędzia: Viktor Kassai |
|                          |                         |                |                                         |                                                                     |

| 26 marca 2017 20:45 CEST | Rumunia | 0:0(0:0)Raport | Dania | Stadion im. dr. Constantina Rădulescu, Kluż-Napoka Widzów: 26 895 Sędzia: Martin Atkinson |
|                          |         |                |       |                                                                                           |

| 10 czerwca 2017 18:00 CEST | Kazachstan · Kuat 76' | 1:3(0:1)Raport | Dania · 27' Jørgensen · 51' (k) Eriksen · 81' Dolberg | Stadion Centralny, Ałmaty Widzów: 19 065 Sędzia: Władisław Biezborodow |
|                            |                       |                |                                                       |                                                                        |

| 10 czerwca 2017 20:45 CEST | Czarnogóra · Beqiraj 2' · Jovetić 28', 54', 82' | 4:1(2:0)Raport | Armenia · 89' Korjan | Stadion Pod Goricom, Podgorica Widzów: 6861 Sędzia: Kevin Blom |
|                            |                                                 |                |                      |                                                                |

| 10 czerwca 2017 20:45 CEST | Polska · Lewandowski 29' (k), 57', 62' (k) | 3:1(1:0)Raport | Rumunia · 77' Stancu | Stadion Narodowy, Warszawa Widzów: 57 128 Sędzia: Ruddy Buquet |
|                            |                                            |                |                      |                                                                |

| 1 września 2017 18:00 CEST | Kazachstan | 0:3(0:1)Raport | Czarnogóra · 31' Vešović · 53' Beqiraj · 63' Simić | Astana Arena, Astana Widzów: 16 511 Sędzia: Sébastien Delferière |
|                            |            |                |                                                    |                                                                  |

| 1 września 2017 20:45 CEST | Dania · Delaney 16' · Cornelius 42' · Jørgensen 59' · Eriksen 80' | 4:0(2:0)Raport | Polska | Parken, Kopenhaga Widzów: 34 505 Sędzia: Milorad Mažić |
|                            |                                                                   |                |        |                                                        |

| 1 września 2017 20:45 CEST | Rumunia · Maxim 90+1' | 1:0(0:0)Raport | Armenia | Arena Narodowa, Bukareszt Widzów: 27 178 Sędzia: Ivan Bebek |
|                            |                       |                |         |                                                             |

| 4 września 2017 18:00 CEST | Armenia · Korjan 6' | 1:4(1:2)Raport | Dania · 17', 82', 90+3' Delaney · 29' Eriksen | Stadion Wazgena Sarkisjana, Erywań Widzów: 6800 Sędzia: Bobby Madden |
|                            |                     |                |                                               |                                                                      |

| 4 września 2017 20:45 CEST | Czarnogóra · Jovetić 75' | 1:0(0:0)Raport | Rumunia | Stadion Pod Goricom, Podgorica Widzów: 9452 Sędzia: Craig Thomson |
|                            |                          |                |         |                                                                   |

| 4 września 2017 20:45 CEST | Polska · Milik 11' · Glik 74' · Lewandowski 86' (k) | 3:0(1:0)Raport | Kazachstan | Stadion Narodowy, Warszawa Widzów: 56 983 Sędzia: Andris Treimanis |
|                            |                                                     |                |            |                                                                    |

| 5 października 2017 18:00 CEST | Armenia · Hambarcumian 39' | 1:6(1:3)Raport | Polska · 2' Grosicki · 18', 25', 64' Lewandowski · 58' Błaszczykowski · 89' Wolski | Stadion Wazgena Sarkisjana, Erywań Widzów: 5478 Sędzia: Matej Jug |
|                                |                            |                |                                                                                    |                                                                   |

| 5 października 2017 20:45 CEST | Czarnogóra | 0:1(0:1)Raport | Dania · 16' Eriksen | Stadion Pod Goricom, Podgorica Widzów: 10 779 Sędzia: Björn Kuipers |
|                                |            |                |                     |                                                                     |

| 5 października 2017 20:45 CEST | Rumunia · Budescu 33', 38' (k) · Keșerü 73' | 3:1(2:0)Raport | Kazachstan · 82' Turysbek | Stadion Ilie Oană, Ploeszti Widzów: 10 123 Sędzia: Sandro Schärer |
|                                |                                             |                |                           |                                                                   |

| 8 października 2017 18:00 CEST | Dania · Eriksen 60' (k) | 1:1(0:0)Raport | Rumunia · 88' Deac | Parken, Kopenhaga Widzów: 36 084 Sędzia: Deniz Aytekin |
|                                |                         |                |                    |                                                        |

| 8 października 2017 18:00 CEST | Kazachstan · Turysbek 64' | 1:1(0:1)Raport | Armenia · 26' Mychitarian | Astana Arena, Astana Widzów: 12 158 Sędzia: Alexandru Tean |
|                                |                           |                |                           |                                                            |

| 8 października 2017 18:00 CEST | Polska · Mączyński 6' · Grosicki 16' · Lewandowski 85' · Stojković 87' (sam.) | 4:2(2:0)Raport | Czarnogóra · 78' Mugoša · 83' Tomašević | Stadion Narodowy, Warszawa Widzów: 57 538 Sędzia: Daniele Orsato |
|                                |                                                                               |                |                                         |                                                                  |

## Miejsca po danych kolejkach
| Drużyna/ Kolejka | 1      | 2 | 3 | 4 | 5 | 6 | 7 | 8 | 9 | 10 |   |
| ---------------- | ------ | - | - | - | - | - | - | - | - | -- | - |
| Drużyna/ Kolejka | Polska | 2 | 3 | 2 | 1 | 1 | 1 | 1 | 1 | 1  | 1 |
| Dania            | 1      | 4 | 4 | 3 | 3 | 3 | 3 | 2 | 2 | 2  |   |
| Czarnogóra       | 4      | 1 | 1 | 2 | 2 | 2 | 2 | 2 | 3 | 3  |   |
| Rumunia          | 4      | 1 | 3 | 4 | 4 | 4 | 4 | 4 | 4 | 4  |   |
| Armenia          | 6      | 6 | 6 | 5 | 5 | 5 | 5 | 5 | 5 | 5  |   |
| Kazachstan       | 2      | 5 | 5 | 6 | 6 | 6 | 6 | 6 | 6 | 6  |   |

## Strzelcy
96 bramek w 30 meczach (3,2 bramek na mecz).

### 30 goli
- Robert Lewandowski

### 10 goli
- Christian Eriksen

### 7 goli
- Stevan Jovetić

### 4 gole
- Fatos Beqiraj
- Thomas Delaney

### 3 gole
- Kamil Grosicki

### 2 gole
- Ruslan Korjan
- Henrich Mychitarian
- Stefan Mugoša
- Žarko Tomašević
- Andreas Cornelius
- Nicolai Jørgensen
- Siergiej Chiżniczenko
- Bauyrżan Turysbek
- Constantin Budescu
- Adrian Popa
- Bogdan Stancu

### 1 gol
- Gework Ghazarian
- Artak Grigorjan
- Howhannes Hambarcumian
- Warazdat Harojan
- Aras Özbiliz
- Marcos Pizzelli
- Damir Kojašević
- Stefan Savić
- Marko Simić
- Marko Vešović
- Nikola Vukčević
- Peter Ankersen
- Kasper Dolberg
- Yussuf Poulsen
- Isłambek Kuat
- Gafurżan Süjymbajew
- Jakub Błaszczykowski
- Kamil Glik
- Bartosz Kapustka
- Krzysztof Mączyński
- Arkadiusz Milik
- Łukasz Piszczek
- Rafał Wolski
- Alexandru Chipciu
- Ciprian Deac
- Claudiu Keșerü
- Răzvan Marin
- Alexandru Maxim
- Nicolae Stanciu

### Bramki samobójcze
- Hrayr Mkoyan (dla  Polski)
- Filip Stojković (dla  Polski)
- Kamil Glik (dla  Danii)

## Strzelcy i asystujący Reprezentacji Polski
| Bramki | Strzelcy             |
| ------ | -------------------- |
| 16     | Robert Lewandowski   |
| 3      | Kamil Grosicki       |
| 1      | Jakub Błaszczykowski |
| 1      | Kamil Glik           |
| 1      | Bartosz Kapustka     |
| 1      | Łukasz Piszczek      |
| 1      | Krzysztof Mączyński  |
| 1      | Arkadiusz Milik      |
| 1      | Rafał Wolski         |

| Asysty | Asystent             |
| ------ | -------------------- |
| 3      | Kamil Grosicki       |
| 3      | Piotr Zieliński      |
| 2      | Jakub Błaszczykowski |
| 2      | Robert Lewandowski   |
| 2      | Łukasz Piszczek      |
| 1      | Łukasz Teodorczyk    |
| 1      | Artur Jędrzejczyk    |
| 1      | Maciej Makuszewski   |